# Thalera suavis
Thalera suavis là một loài bướm đêm trong họ Geometridae.